# 沙托盖
沙托盖（法語：Châteauguay，發音：[ʃɑtoɡɛ]，当地发音为[-ɡe] ⓘ）是加拿大魁北克省西南部的城市，是蒙特利尔的郊区，位于沙托盖河与圣路易湖畔，总面积48.90平方千米，2021年人口50,815。